# Davide Bais
Davide Bais (n. 2 aprilie 1998, Rovereto, Trentino-Tirolul de Sud, Italia) este un ciclist profesionist italian, care concurează în prezent pentru echipa Eolo-Kometa.

## Rezultate în Marile Tururi

### Turul Italiei
2 participări
- 2022: locul 125
- 2023: câștigător al etapei a 7-a, locul 81